# Bucchigire!
Bucchigire! (ブッチギレ！ Butchigire!?), conocida como Shine On! Bakumatsu Boys en inglés, es una serie de anime original producida por Twin Engine y animada por Geno Studio. La serie se estrenó el 8 de julio de 2022.

## Personajes
Ichibanboshi (一番星?)
 Seiyū: Gen Satō Diego Ramos (español latino)
Sakuya (サクヤ?)
 Seiyū: Shun'ichi Toki
Heisuke Todo (藤堂 平助 Tōdō Heisuke?)
 Seiyū: Toshiyuki Toyonaga
Akira (アキラ?)
 Seiyū: Sumire Uesaka Martina Stoessel (español latino)
Sōgen (ソウゲン?)
 Seiyū: Shin-ichiro Miki
Suzuran (スズラン?)
 Seiyū: Yūto Uemura
Gyatarō (ギャタロウ?)
 Seiyū: Wataru Takagi
Bō (ボウ?)
 Seiyū: Fukushi Ochiai
Rashōmaru (羅生丸?)
 Seiyū: Taku Yashiro
Katamori Matsudaira (松平 容保 Matsudaira Katamori?)
 Seiyū: Yusuke Shirai
Teijirō Akizuki (秋月 悌次郎 Akizuki Teijirō?)
 Seiyū: Kōji Ishii

## Producción y lanzamiento
Bucchigire! es producida por Twin Engine y animada por Geno Studio. Está dirigida y escrita por Tetsuo Hirakawa, con Yasuharu Takanashi componiendo la música. Los diseños de personajes originales son proporcionados por Hiroyuki Takei, el autor de Shaman King, mientras que Masafumi Yokota adapta los diseños para la animación. Se estrenó el 8 de julio de 2022 en Tokyo MX y BS11. El tema de apertura es "Ichiban Hikare! -Bucchigire-" (一番光れ！-ブッチギレ-?) interpretado por Takanori Nishikawa, mientras que el tema de cierre es "Danzai Democracy" (断罪デモクラシー?) interpretado por Jizō Sonzai. Crunchyroll obtuvo la licencia de la serie fuera de Asia.

## Episodios
| N.º | Título | Dirigido por      | Escrito por     | Fecha de emisión original |
| --- | --- | ----------------- | --------------- | ------------------------- |
| 1   | «¡Engaño! El Shinsengumi de los criminales» Transcripción: «Tabakare! Toganin Shinsengu» (en japonés: タバカレ！咎人新選組)                            | Ippei Ichii       | Tetsuo Hirakawa | 8 de julio de 2022        |
| 2   | «¡Brilla, katana del recuerdo!» Transcripción: «Hikare! Katami no Nihontō» (en japonés: ヒカレ！形見の日本刀)                                          | Kaoru Suzuki      | Tetsuo Hirakawa | 15 de julio de 2022       |
| 3   | «¡Disfrácense! Infiltrados en el barrio rojo» Transcripción: «Yosooe! Yūkaku Sen'nyū» (en japonés: ヨソオエ！遊郭潜入)                                 | Kunihiro Mori     | Kenji Sugihara  | 22 de julio de 2022       |
| 4   | «¡A investigar! Las misteriosas espadas embrujadas» Transcripción: «Sagure! Nazo no Yōtō» (en japonés: サグレ！謎の妖刀)                               | Yasushi Murayama  | Kenta Ihara     | 29 de julio de 2022       |
| 5   | «¡Demuéstrenlo! La tozudez de un monje y un doctor» Transcripción: «Misero! Bōzu to Isha no Iji» (en japonés: ミセロ！坊主と医者の意地)                | Daisuke Shimamura | Takayo Ikami    | 5 de agosto de 2022       |
| 6   | «¡Redada! Corrupción en Shirakawaya» Transcripción: «Kachikome! Akutoku Shirakawa ya» (en japonés: カチコメ！悪徳白川屋)                               | Hiroyuki Ōshima   | Kenji Sugihara  | 12 de agosto de 2022      |
| 7   | «¡A impedir la disolución del Shinsengumi!» Transcripción: «Fusege! Shinsengu Kaisan» (en japonés: フセゲ！新選組解散)                                 | Ippei Ichii       | Kenta Ihara     | 19 de agosto de 2022      |
| 8   | «¡A la carga! El incidente de Ikedaya» Transcripción: «Bukkome! Ikeda Yajiken» (en japonés: ブッコメ！池田屋事件)                                      | Sumifumi Araki    | Tetsuo Hirakawa | 26 de agosto de 2022      |
| 9   | «¡Reflexiona! Los pensamientos de un humano y de un demonio» Transcripción: «Hasero! Hito no Omoi Oni no Omoi» (en japonés: ハセロ！人の想い 鬼の想い) | Daisuke Shimamura | Takayo Ikami    | 2 de septiembre de 2022   |
| 10  | «¡A proteger el barco negro norteamericano!» Transcripción: «Mamore! Amerika Kurofune» (en japonés: マモレ！亜米利加黒船)                              | Shigeru Fukase    | Kenji Sugihara  | 9 de septiembre de 2022   |
| 11  | «¡Deprisa! La batalla decisiva en Kioto» Transcripción: «Tsuppashire! Kyōtodai Kessen» (en japonés: ツッパシレ！京都大決戦)                            | Kunihiro Mori     | Kenta Ihara     | 16 de septiembre de 2022  |
| 12  | «¡Sigan brillando! El Shinsengumi de los criminales» Transcripción: «Butchigire! Toganin Shinsengu» (en japonés: ブッチギレ！咎人新選組)               | Kaoru Suzuki      | Kenta Ihara     | 23 de septiembre de 2022  |